# Động mạch vành
Động mạch vành là những mạch máu trong tuần hoàn mạch vành có chức năng vận chuyển máu giàu oxy đến cơ tim. Giống như bất kỳ mô hoặc cơ quan nào khác của cơ thể, tim cần được cung cấp oxy liên tục để hoạt động và tồn tại,.
Động mạch vành bao quanh toàn bộ tim. Hai nhánh chính là động mạch vành trái (viết tắt trong y khoa: LCA) và động mạch vành phải (RCA).
Giảm chức năng của động mạch vành dẫn đến lưu lượng oxy và dinh dưỡng cho tim bị giảm, không chỉ ảnh hưởng đến việc cung máu nuôi cơ tim mà còn ảnh hưởng đến khả năng tim bơm máu đi khắp cơ thể. Do đó, bất kỳ rối loạn hoặc bệnh lý nào của động mạch vành đều có thể ảnh hưởng nghiêm trọng đến sức khỏe, dẫn đến đau thắt ngực, nhồi máu cơ tim, thậm chí tử vong.

## Cấu trúc
Động mạch vành gồm động mạch vành trái và phải, cả hai đều chia ra một số nhánh tạo thành hệ thống lưu thông động mạch vành.
- Lưu thông động mạch vành Động mạch chủ
  - Động mạch vành trái (LCA)
    - Động mạch xuống trước trái

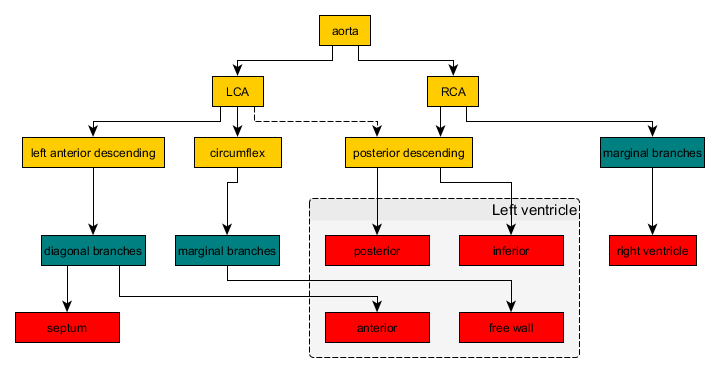
Lưu thông động mạch vành

    - Nhánh mũ của động mạch vành trái (động mạch mũ trái)
    - Động mạch gian thất sau (động mạch sau xuống)

  - Động mạch vành phải (RCA)
    - Nhánh bờ phải của động mạch vành phải (động mạch bờ phải)
    - Động mạch gian thất sau (động mạch sau xuống)

Động mạch vành trái (LCA) có nguyên ủy là động mạch chủ tách ra ở bên trong trái của van động mạch chủ và cung cấp máu đến phía bên trái của tim. Động mạch phân nhánh thành hai động mạch, động mạch xuống trước trái và nhánh mũ của động mạch vành trái. Động mạch xuống trước trái dẫn máu đến vách liên thất và thành trước của tâm thất trái. Động mạch mũ trái dẫn máu đến bờ tự do của tâm thất trái. Ở khoảng 33% số người, động mạch vành trái tạo ra động mạch gian thất sau, động mạch này tưới máu cho thành sau và thành dưới của tâm thất trái. Đôi khi một nhánh thứ ba được hình thành ở ngã ba giữa động mạch xuống trước trái và động mạch mũ trái được gọi là động mạch trung gian.
Động mạch vành phải (RCA) có nguyên ủy từ đỉnh bên phải của van động mạch chủ. Động mạch đi xuống rãnh vành phải, hướng tới giao điểm của tim (crux). ĐM vành phải chủ yếu tách thành động mạch mũ bên phải, và ở 67% trường hợp có tách nhánh động mạch gian thất sau. Các động mạch bờ phải tưới máu cho tâm thất phải và động mạch gian thất sau tưới máu cho các thành sau và thành dưới của tâm thất trái.
Ngoài ra còn có động mạch nón, chỉ tồn tại trong ở khoảng 45% dân số và cung máu cho tim khi động mạch trước xuống trái bị tắc.

## Ý nghĩa lâm sàng

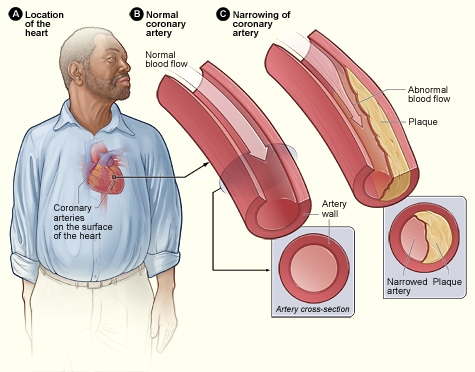
Xơ vữa động mạch

Hẹp động mạch có thể do một quá trình được gọi là xơ vữa động mạch (phổ biến nhất), xơ cứng động mạch hoặc xơ cứng tiểu động mạch. Hiện tượng này xảy ra khi các mảng xơ vữa (được tạo thành từ sự tích tụ của cholesterol và các chất khác) tích tụ theo thời gian trong thành động mạch. Bệnh động mạch vành (CAD) hoặc bệnh tim thiếu máu cục bộ (IHD) là những thuật ngữ được sử dụng để mô tả sự thu hẹp lòng ống động mạch vành.
Khi bệnh tiến triển, mảng xơ vữa tích tụ có thể gây tắc nghẽn một phần dòng máu đến cơ tim. Nếu không được cung cấp đủ máu (thiếu máu cục bộ), tim sẽ không thể hoạt động bình thường, đặc biệt là khi bị stress tăng.. Đau thắt ngực ổn định là cơn đau ngực khi gắng sức và giảm đau khi nghỉ ngơi. Đau thắt ngực không ổn định là cơn đau ngực có thể xảy ra khi nghỉ ngơi, bệnh nhan cảm thấy dữ dội hơn và/hoặc kéo dài hơn cơn đau thắt ngực ổn định. Nguyên nhân là do động mạch bị thu hẹp rất nghiêm trọng.

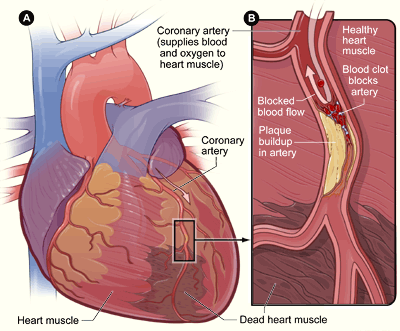
Nhồi máu cơ tim

Nhồi máu cơ tim là kết quả của việc mảng xơ vữa đột ngột bị vỡ và hình thành cục máu đông (huyết khối) chặn hoàn toàn dòng máu đến một phần của tim dẫn đến chết mô (gọi là nhồi máu).
Bệnh động mạch vành cũng có thể dẫn đến suy tim hoặc loạn nhịp tim. Suy tim là do tình trạng thiếu oxy mãn tính do giảm lượng máu lưu thông khiến tim bị suy yếu theo thời gian. Rối loạn nhịp tim là do lượng máu cung cấp cho tim không đủ làm cản trở quá trình tạo nhịp tim.
Động mạch vành co lại là một đáp ứng với các kích thích khác nhau, chủ yếu là hóa học. Đây được gọi là phản xạ mạch vành.
Ngoài ra còn có một tình trạng hiếm gặp được gọi là lóc tách động mạch vành tự phát (hay bóc tách động mạch vành tự phát), khi đó thành của một trong các động mạch vành bị rách, gây đau dữ dội. Không giống như bệnh động mạch vành, lóc tách động mạch vành tự phát không phải do mảng bám tích tụ trong động mạch và có xu hướng xảy ra ở những người trẻ, gồm phụ nữ mới sinh hoặc nam giới tập thể dục cường độ cao.

## Hình ảnh minh họa

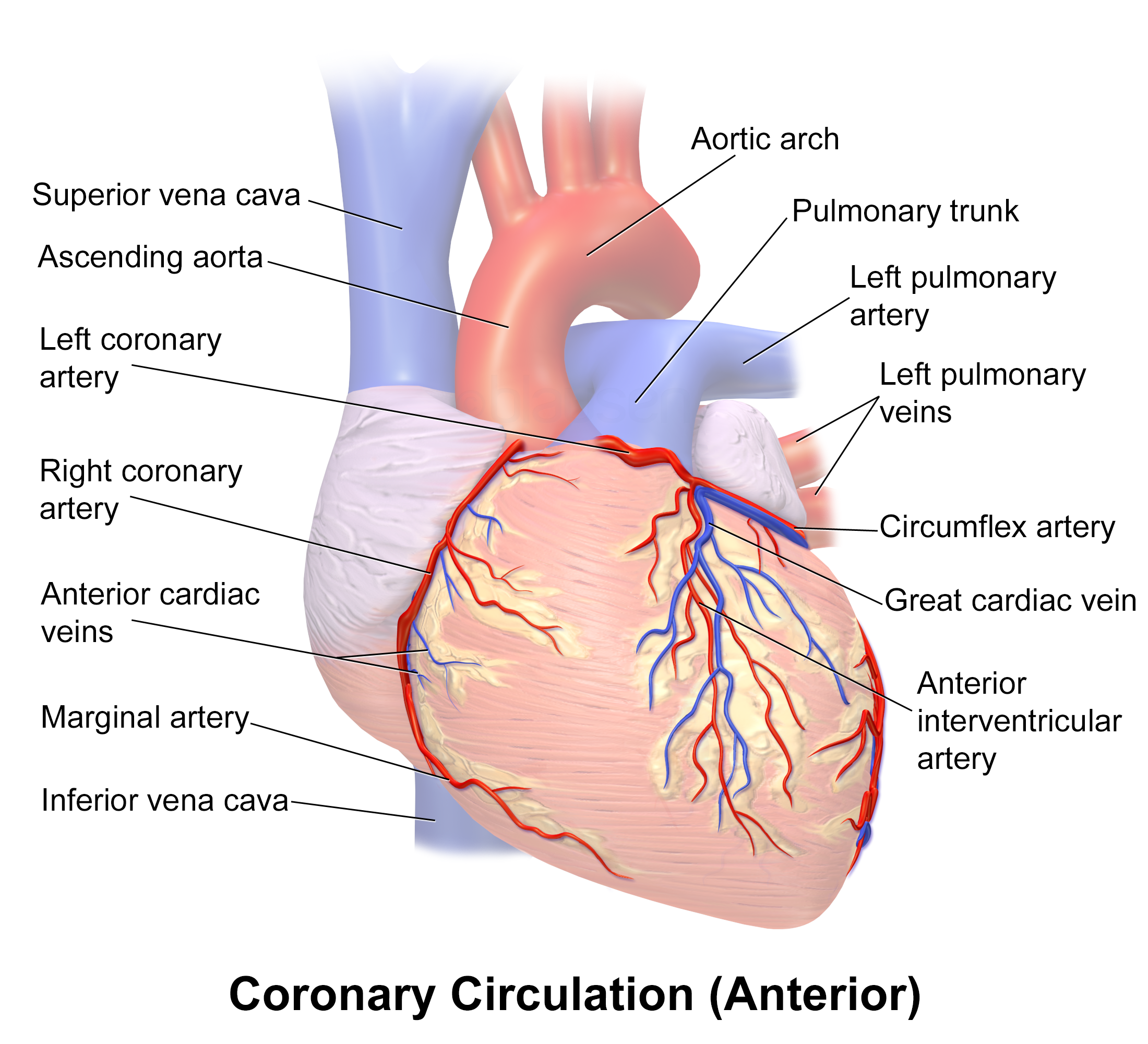

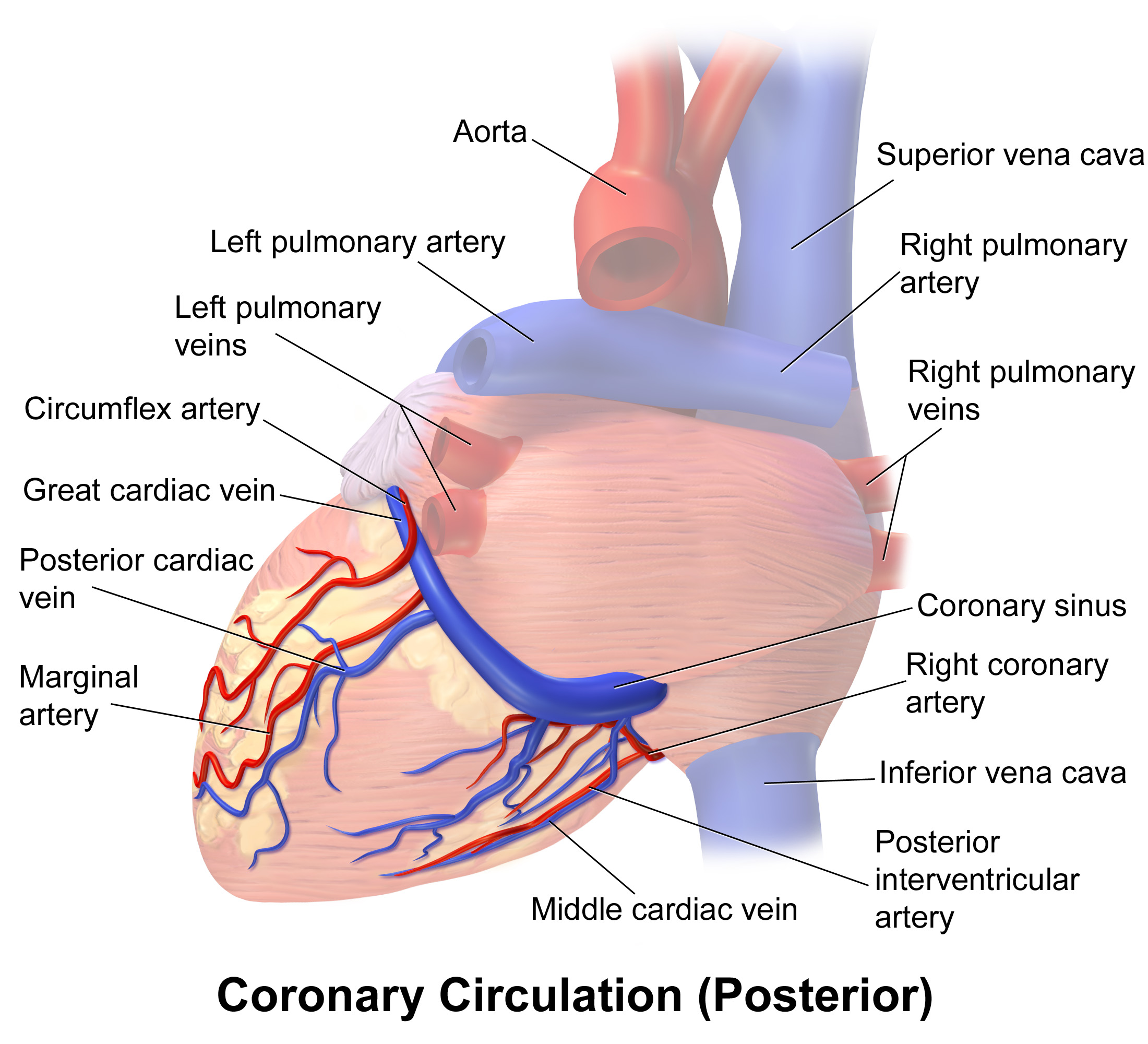